# Girella stuebeli
Girella stuebeli är en fiskart som beskrevs av Troschel, 1866. Girella stuebeli ingår i släktet Girella och familjen Kyphosidae. Inga underarter finns listade i Catalogue of Life.